# ضفدع كفي الأقدام
ضفدع كفي الأقدام (الاسم العلمي: Rana palmipes) (بالإنجليزية: Amazon River frog)‏ هو نوع من الحيوانات يتبع جنس الضفدع الحقيقي من فصيلة الضفادع الحقيقية.